# Andrej Barna
Andrej Barna (en serbio: Андреј Барна; Subotica, 6 de marzo de 1998) es un deportista serbio que compite en natación, especialista en el estilo libre. Ganó dos medallas en el Campeonato Europeo de Natación de 2024, oro en 4 × 100 m libre y bronce en 100 m libre.

## Palmarés internacional
| Campeonato Europeo | Campeonato Europeo | Campeonato Europeo | Campeonato Europeo |
| Año                | Lugar              | Medalla            | Prueba             |
| ------------------ | ------------------ | ------------------ | ------------------ |
| 2024               | Belgrado (Serbia)  | Medalla de oro     | 4 × 100 m libre    |
| 2024               | Belgrado (Serbia)  | Medalla de bronce  | 100 m libre        |